# Cerinomyces aculeatus
Cerinomyces aculeatus är en svampart som beskrevs av N. Maek. 1987. Cerinomyces aculeatus ingår i släktet Cerinomyces och familjen Dacrymycetaceae.   Inga underarter finns listade i Catalogue of Life.